# Balkî, Radîvîliv
Balkî (în ucraineană Балки) este un sat în comuna Buhaiivka din raionul Radîvîliv, regiunea Rivne, Ucraina.

## Demografie
Componența lingvistică a localității Balkî
     Ucraineană (98,17%)
     Rusă (1,83%)
Conform recensământului din 2001, majoritatea populației localității Balkî era vorbitoare de ucraineană (98,17%), existând în minoritate și vorbitori de rusă (1,83%).